# Dieter Wendisch
Dieter Wendisch (født 9. maj 1953 i Gauernitz) er en tysk tidligere roer, dobbelt olympisk guldvinder og tredobbelt verdensmester.

## Karriere

### Roning
I 1975 gjorde Wendisch sig første gang bemærket på den internationale scene, da han var med i den østtyske otter, der vandt VM i 1975.
Østtyskerne var derfor favoritter ved ved OL 1976 i Montreal, hvor Wendish stillede op i otteren sammen med Bernd Baumgart, Werner Klatt, Gottfried Döhn, Hans-Joachim Lück, Ulrich Karnatz, Roland Kostulski, Karl-Heinz Prudöhl og styrmand Karl-Heinz Danielowski. Den østtyske båd vandt det indledende heat og satte her ny olympisk rekord, og i finalen var de klart hurtigst og vandt med mere end to et halvt sekund ned til Storbritannien, der fik sølv, mens New Zealand tog bronzemedaljerne. I alt deltog 11 lande i konkurrencen.
Fra 1977 roede han firer med styrmand og var dette år samt det følgende med til at blive verdensmester i båden, mens han ikke var med da DDR genvandt titlen i 1979.
Ved OL 1980 i Moskva var Wendisch tilbage i fireren med styrmand sammen med Gottfried Döhn, brødrene Ullrich og Walter Dießner samt styrmand Andreas Gregor (samme besætning, der vandt VM i 1977 og 1978), og de vandt da også deres indledende heat ganske klart. I finalen var de ligeledes suveræne og vandt guldet med et forspring på mere end fire et halvt sekund ned til Sovjetunionen på andenpladsen, mens Polen fik bronze.

### Videre karriere
Wendisch var uddannet maskiningeniør. Han blev senere teknisk direktør for Altenberg bobslæde-, kælke- og skeletonbane.

## OL-medaljer
- 1976:  Guld i otter
- 1980:  Guld i firer med styrmand